# Dalheimers hus

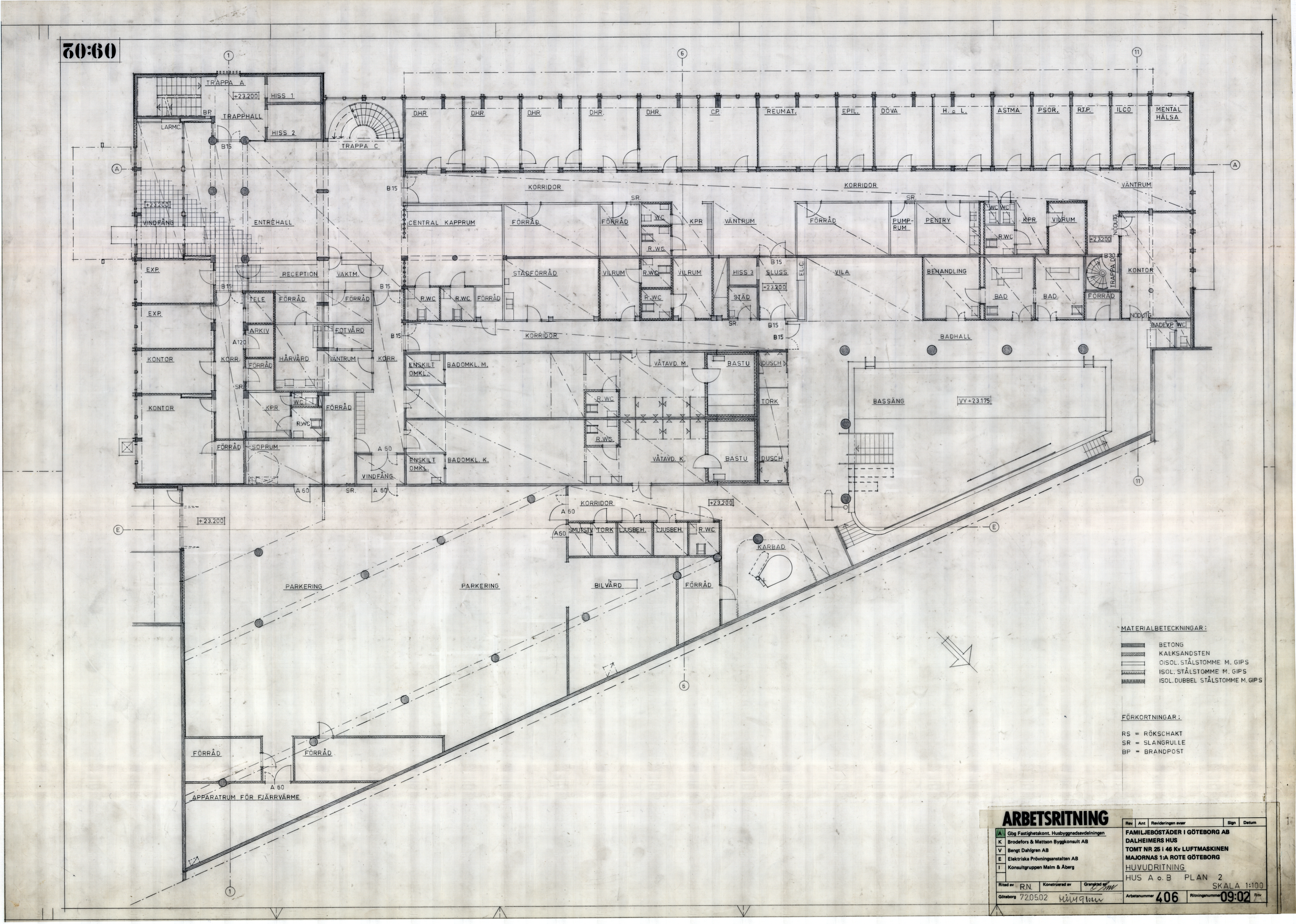
Ritning till Dalheimers hus, Göteborg, skala 1:100. Entrévåningen, plan 2.

Dalheimers hus är ett korttidsboende, daglig verksamhet och friskvårdscenter i Majornas 1:a rote, Göteborg, mellan Gråberget och Slottsskogsgatan.

## Historik
Godsägaren Fritz Potenz Dalheimer testamenterade 1922 halva sin kvarlåtenskap till Stockholms stad och halva till Göteborgs stad. Syftet med donationen var "att bereda hem för blinda, döva, vanföra eller eljest lytta människors vård företrädesvis från lärare- eller lägre tjänstemannaklassen". Pengarna förvaltades fram till slutet av 1960-talet då 1 500 000 kronor ur donationsfonden öronmärktes för delfinansiering av ett hus med placering i Kungsladugårdsområdet. Huset färdigställdes 1974 och förvaltas av Göteborgs stad genom Lokalförvaltningen.

## Fastigheten
Huset består av åtta våningar och innehåller lokaler för handikapporganisationer, konferensanläggning,  badanläggning, gym, restaurang, daglig verksamhet , korttidsboende, mm. Verksamheten drivs av Göteborgs stad, förvaltningen för funktionsstöd. Restaurangen heter Fritz efter godsägaren Dalheimer. Gymmet, restaurangen och konferensanläggningen är öppen för allmänheten. För att få bada krävs ett läkarintyg eller en synlig funktionsnedsättning. För att få bo på korttidsboendet eller delta på aktivitetscentrets dagliga verksamhet behövs ett beslut av socialtjänsten där man bor.

## Konstnärlig utsmyckning
Skulpturen Vårdträdet, utförd i brons av Lars Stocks 1991, står på planen framför Dalheimers hus. Den är ett flera meter högt kastanjeträd med rinnande vatten som del av verket. På en kopparplatta inne i skulpturen finns en dikt med titeln Den gamla hästkastanjen.